# Schwabing

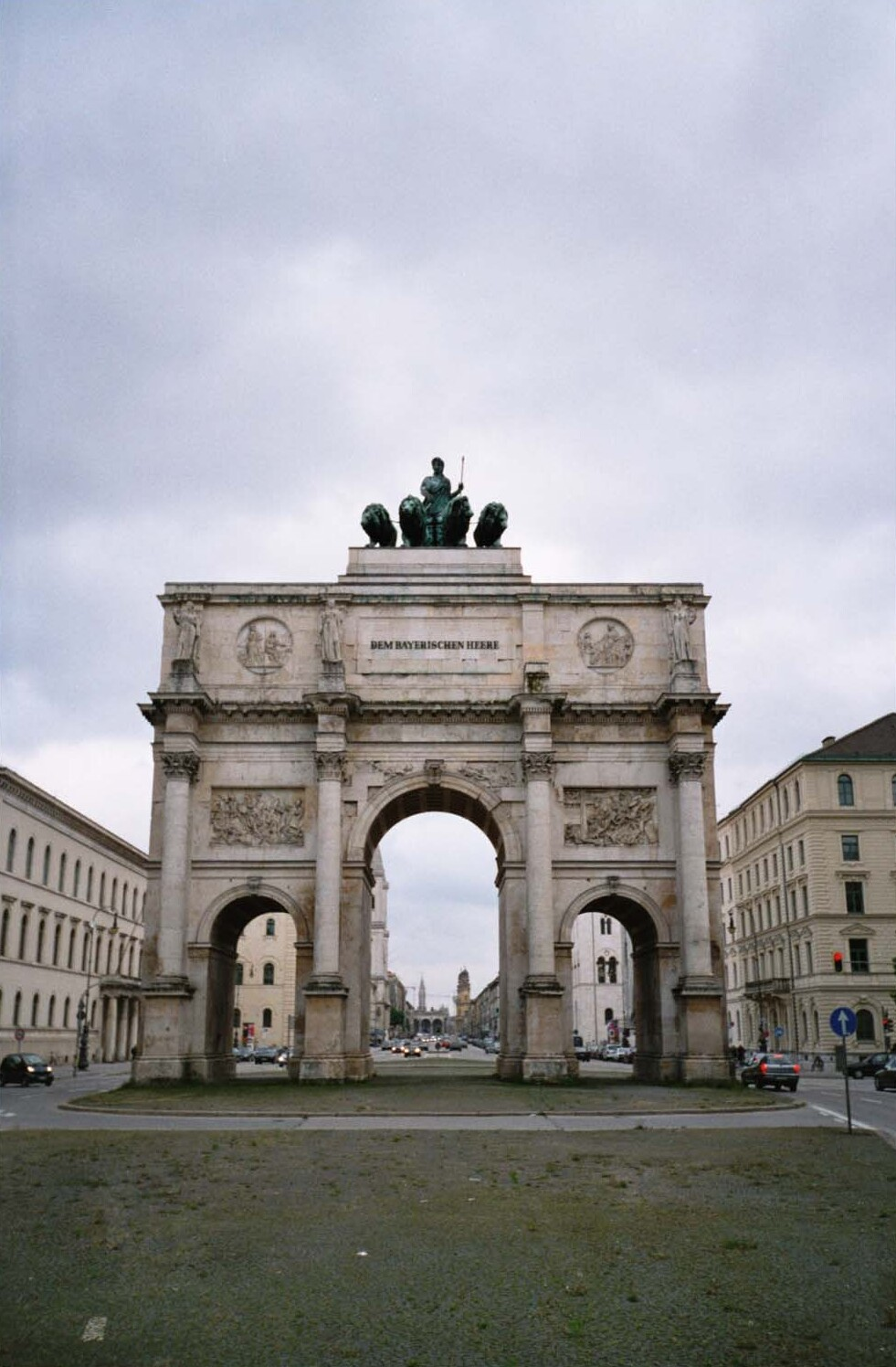
Nhìn từ Leopoldstraße xuyên qua Siegestor hướng Universität và trung tâm München

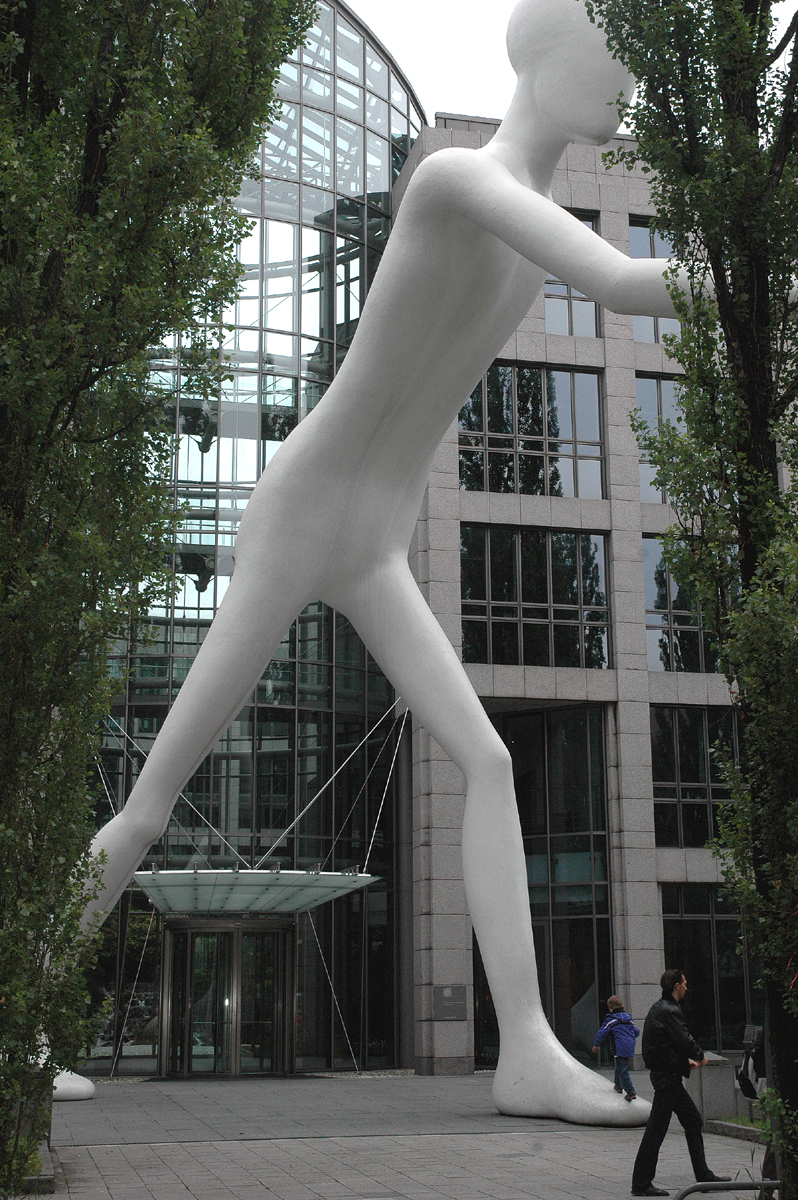
Walking Man tại Leopoldstraße

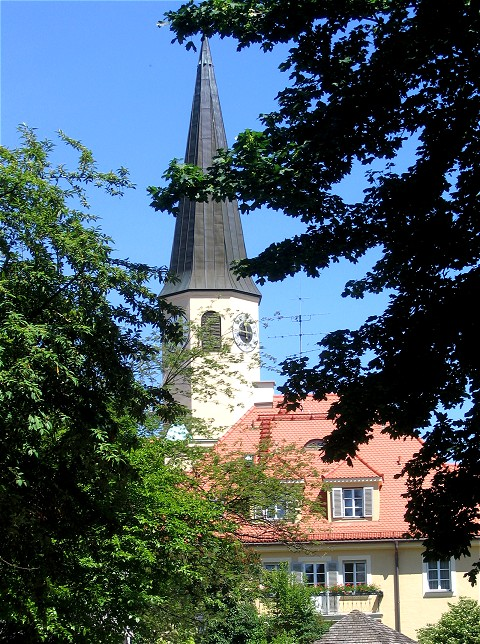
Nhà thờ St. Sylvester

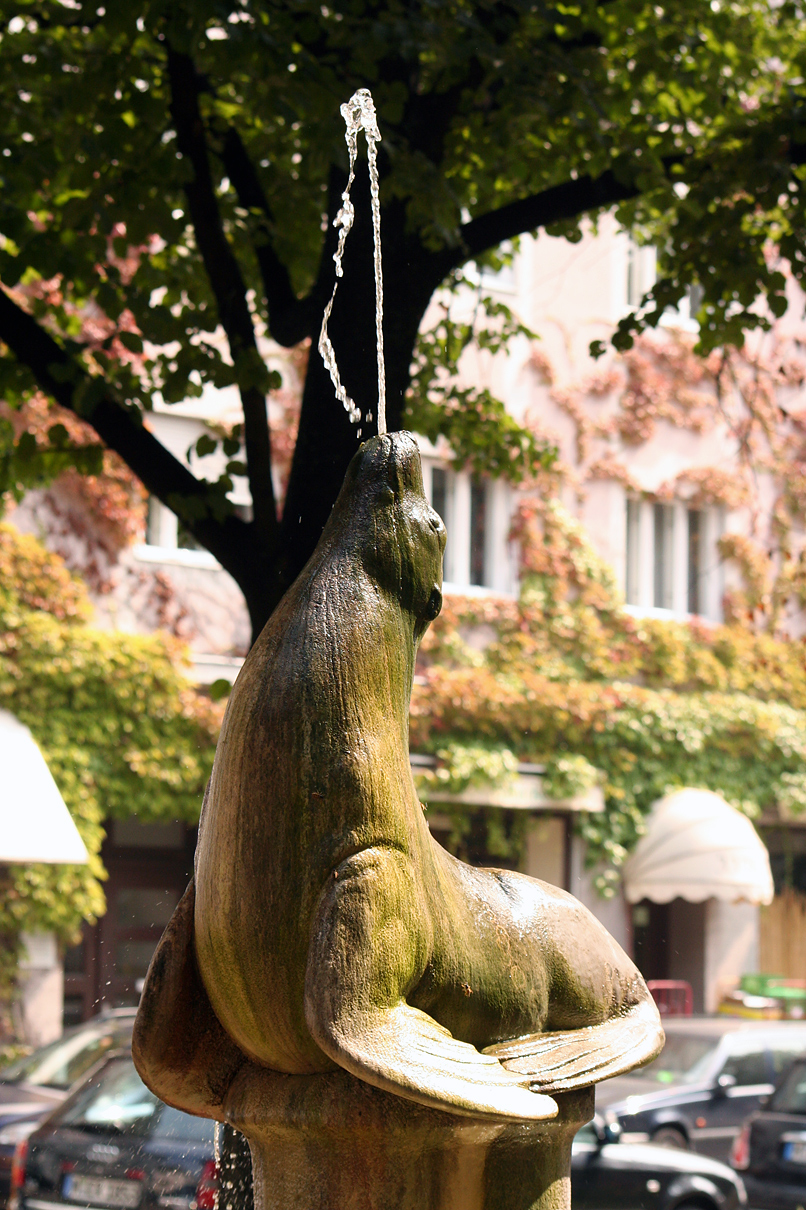
Seehundbrunnen, Viktoriaplatz

Schwabing là phần thành phố nằm ở phía bắc của München, một trong những khu ăn chơi của thành phố này. Từ khi thành phố được sắp xếp trở lại vào năm 1992, Schwabing bao gồm quận 4 (Schwabing-West) và một phần của quận 12 (Schwabing-Freimann). Với dân cư là 100.000 người, Schwabing là khu vực đông dân nhất của München.

## Vị trí
Schwabing có ranh giới với Maxvorstadt ở phía nam, với sông Isar ở phía đông, ở phía tây với Neuhausen và phía bắc với Milbertshofen và Freimann. Phần phía bắc của vườn Anh thuộc Schwabing.